# Sig (Pasquim)

Sig Querendo dar uma de Paulistano

Sig foi o rato símbolo do jornal O Pasquim.
Em 1964, uma marca de cerveja (Skol) iria ser lançada. Então o publicitário Zequinha de Castro Neves pediu ao Jaguar (desenhos) e ao Ivan Lessa (texto) uma história em quadrinhos, para ser publicada em dois grandes jornais da cidade do Rio de Janeiro. A historinha se chamava Chopnics, uma brincadeira com os “beatniks”, estereótipo criado pela mídia nas décadas de 50 e 60. Para as  histórias nas tirinhas eles se inspiraram nos amigos, um deles o famoso Hugo Bidet  (Hugo Castro, que tinha este apelido por certa vez ter servido uma feijoada em casa e com a falta de panelas usou um bidê).
Hugo Bidê virou o personagem Capitão BD que ao pronunciar uma palavra mágica (a da marca da cerveja), ganhava superpoderes, mas só dentro dos limites do bairro de Ipanema sito a cidade do Rio de Janeiro. 
O Hugo Bidê tinha um ratinho branco, que ele chamava de Ivan Lessa, e que acompanhava os amigos nos bares de Ipanema. O ratinho foi então a inspiração para o personagem SIG, de SIGmund Freud. Nas história em quadrinhos, ele ficava no ombro do Capitão BD, sendo um personagem secundário. Com o fim do Chopnics e com o surgimento do jornal Pasquim, alguém deu a sugestão para que o SIG fosse o símbolo do jornal. Segundo Jaguar em uma analogia, do SIG com o Sigmund Freud, criador da psicanálise, o rato seria neurótico , e vivia atormentado por paixões pelas belas mulheres da época. SIG passou então a ser o símbolo do jornal e também a ser comentarista do que acontecia. O SIG ilustrou também a capa dos livros Anedotas do Pasquim  compiladas por Ziraldo. 